# Ałtestowe
Ałtestowe (albo Wolanów) – wieś na Ukrainie, w obwodzie odeskim, w rejonie odeskim. W 2021 roku liczyła 189 mieszkańców.
Ałtestowe (ukr. Алтестове, ros. Алтестово) znajduje się ok. 20 km na północ od centrum Odessy, na brzegu Limanu Chadżybejskiego. Wzmiankowana po raz pierwszy w 1793 r., w przeszłości wieś nosiła m.in. także nazwy: Волянівка, Ульянівка, Алтеста, Кутеньовка. 

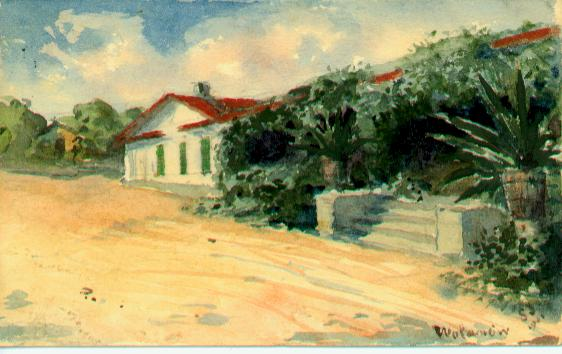
S. Jaxa, dworek w Wolanowie

W XIX wieku dobra te należały do członków jednej z gałęzi polskiego rodu Małachowskich herbu Gryf. Urodził się tu m.in. Soter Jaxa-Małachowski (1867-1952), malarz pejzażysta i marynista.